# Майсау
Майсау (нем. Maissau) — город  в Австрии, в федеральной земле Нижняя Австрия. 
Входит в состав округа Холлабрун.  Население составляет 1865 человек (на 31 декабря 2005 года). Занимает площадь 43,14 км². Официальный код  —  31026.

## Политическая ситуация
Бургомистр коммуны — Мартин Шмид (АНП) по результатам выборов 2005 года.
Совет представителей коммуны (нем. Gemeinderat) состоит из 19 мест.
- АНП занимает 13 мест.
- СДПА занимает 6 мест.